# Enamel
"Enamel" é um single da banda de rock visual kei japonesa SID, lançado em 27 de agosto de 2014 pela Ki/oon Records. A canção foi usada como tema de abertura de Kuroshitsuji: Book of Circus.

## Visão geral
Em maio, foi anunciado que a nova canção do Sid, Enamel, seria usada como tema de abertura de Kuroshitsuji: Book of Circus. 
Sid já havia composto o primeiro tema de abertura da saga Kuroshitsuji, "Monochrome no Kiss". Este single também foi seu single de estreia em uma grande gravadora. O lado-B do single é "Kagee" (影絵) e a terceira faixa é uma versão ao vivo de "Monochrome no Kiss", gravada na turnê em comemoração aos 10 anos de carreira do Sid em 2013.
No dia 3 de julho, foi ao ar um programa sobre o anime, comentários dos membros de Sid e entrevistas com dubladores e produtores da animação.
Desde abril, o grupo perfomava na turnê em promoção ao álbum Outsider. Ela terminou em 6 de julho e foi uma turnê nacional em sua maioria, mas contou com uma apresentação em Hong Kong e uma em Taiwan.

## Produção
Ao escrever a canção, é solicitado a banda que se expresse de acordo com a essência do anime. O baixista Aki, compositor da canção, disse que não houve nenhuma limitação ao compôr "Enamel" de acordo com a imagem que o anime apresenta. Pelo contrário, afirmou que foi divertido por já estar familiarizado com animes. Ele contou: "Observando a aparência de quatro ou cinco personagens, percebi que eles tinham relação com o gótico. Também fui inspirado pela palavra "circo" do título."

## Lançamento
O single foi lançado em 27 de agosto de 2014, mais de um mês depois de Kuroshitsuji começar a ser serializado, em quatro edições: a regular,  limitada (também intitulada edição Kuroshitsuji ou edição anime) e as edições limitadas A e B. A edição regular contém apenas o CD três faixas, a edição limitada contém a versão encurtada para televisão de Enamel, a edição limitada A acompanha junto com o CD um DVD e a edição limitada B acompanha um livreto de fotos.

## Recepção
Alcançou a sétima posição na Oricon Singles Chart e permaneceu por nove semanas. Na Billboard Japan Hot 100, alcançou a quinta posição. É o 11° single mais vendido da banda, de acordo com o ranking da Oricon.
A companhia CD Journal descreveu o single como uma "música dramática envolvida pela diversidade do SID".

## Faixas
Todas as letras escritas por Mao. 
| N.º | Título                                                                          | Música | Duração |  |
| 1.  | "Enamel"                                                                        | Aki    | 3:36    |  |
| 2.  | "Kagee" (影絵)                                                                  | Aki    | 2:53    |  |
| 3.  | "Monochrome no Kiss (ao vivo em Sid 10th Anniversary Tour 2013)" (モノクのキス) | Shinji | 4:04    |  |

Edição limitada
| N.º            | Título                                                                          | Duração |  |
| 1.             | "Enamel"                                                                        | 3:36    |  |
| 2.             | "Kagee" (影絵)                                                                  | 2:53    |  |
| 3.             | "Monochrome no Kiss (ao vivo em Sid 10th Anniversary Tour 2013)" (モノクのキス) | 4:04    |  |
| 4.             | "Enamel -TV Ver.-"                                                              | 1:33    |  |
| 5.             | "Monochrome no Kiss -TV Ver.-" (モノクのキス)                                   | 1:31    |  |
| Duração total: | Duração total:                                                                  | 13:38   |  |

## Ficha técnica
- Mao – vocal
- Shinji – guitarra
- Aki – baixo
- Yūya – bateria